# Lima meridionalis
Lima meridionalis is een tweekleppigensoort uit de familie van de Limidae. De wetenschappelijke naam van de soort is voor het eerst geldig gepubliceerd in 1968 door Stuardo.